# 패리스 힐튼의 BFF

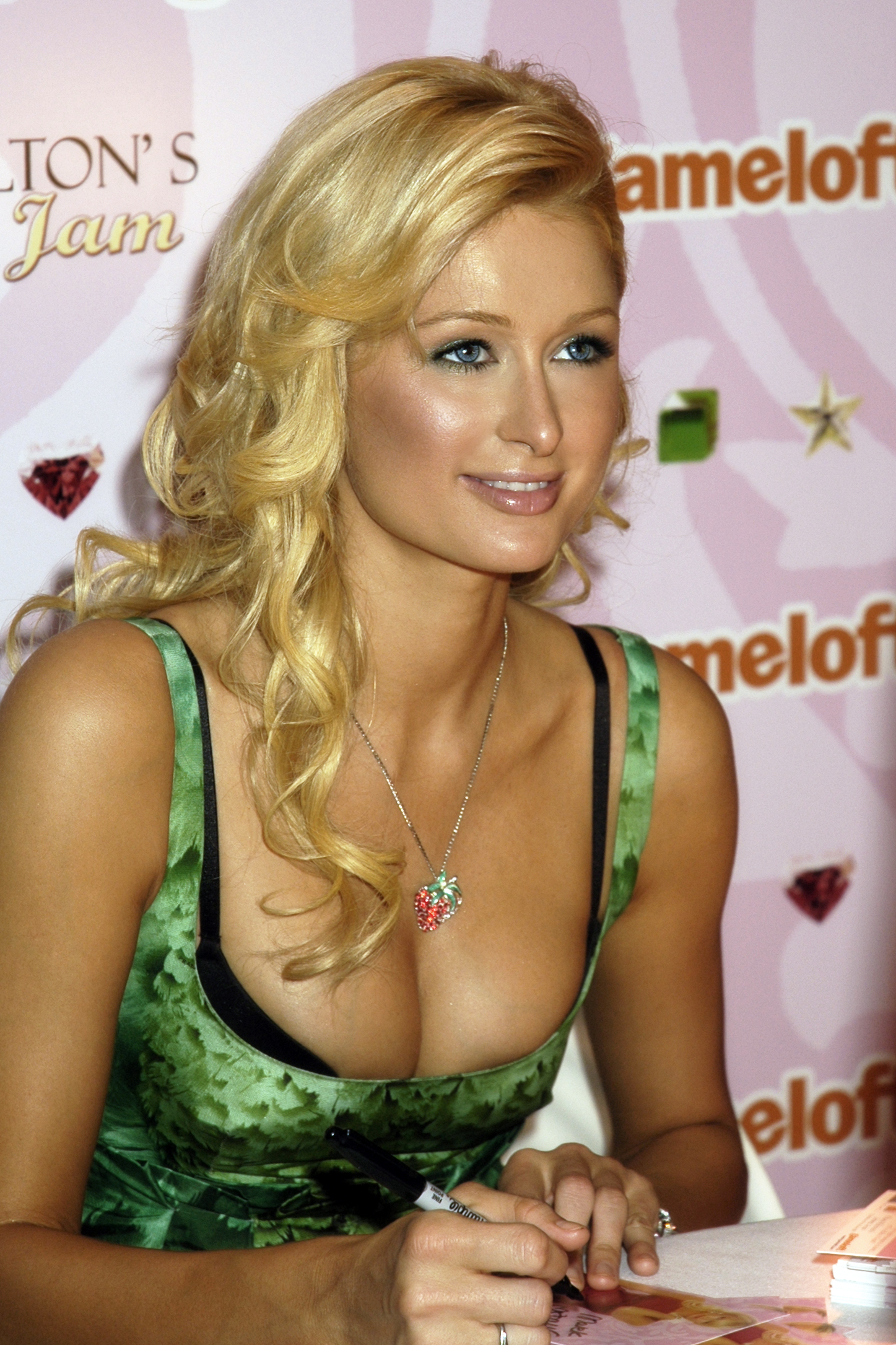

패리스 힐튼의 BFF(영어: Paris Hilton's My New BFF)는 MTV의 리얼리티 쇼이다.

## 개요
18명의 후보자가 동거 생활을 통해 패션, 파티 등을 패리스 힐튼에게 배우고, 파리의 가장 친한 친구가 되기 위한 성실, 인내, 흥정 능력 등을 겨룬다. 최종적으로 남은 1명이 힐튼의 친구가 될 수 있다.